# Ardita Statovci
Ardita Statovci (* 2. März 1982 in Pristina, Kosovo) ist eine österreichische Pianistin.

## Leben
Ardita Statovci begann im Volksschulalter in ihrer Heimatstadt Priština (Kosovo) eine klassische Klavier-Ausbildung. Sie studierte an der Primary Music-School bei Hadije Gjinali und an der Secondary Music School "Prenk Jakova" bei Lejla Pula.
Ab dem 14. Lebensjahr gab sie Solokonzerte und wurde mit 15 Jahren in die Akademie der Künste von Priština aufgenommen. Ende der 90er Jahre siedelte sie nach Österreich über und studierte am Mozarteum in Salzburg bei Christoph Lieske. Es folgten Auftritte als Solistin mit Orchester, Solo- und Kammermusik-Abende in Österreich, Ungarn, Deutschland, Mazedonien, Bosnien-Herzegowina, in der Schweiz, im Kosovo, Kroatien und in Frankreich. Ihr Talent wurde von der Gesellschaft für Musiktheater (seit 1997) und dem Rotary Club Salzburg (2005) gefördert, und Statovci erhielt ein Stipendium der Internationalen Stiftung Mozarteum.
2005 bekam Statovci die österreichische Staatsbürgerschaft verliehen und wurde Gewinnerin des Auswahlspiels von Yehudi Menuhins Live Music Now in Salzburg. 2006 konnte sie auch den Bösendorferpreis gewinnen. Das Magisterstudium am Mozarteum (Konzertfach Klavier) schloss sie im Dezember 2007 mit Auszeichnung ab.
Im April 2008 veröffentlichte sie ihre erste CD, die Live-Aufnahmen von Werken der Komponisten Johannes Brahms, Ludwig van Beethoven und Henri Dutilleux enthält. Seit 2009 ist sie "Young Steinway Artist". Im Oktober 2010 wurde ein Klavierabend im Schloss Goldegg vom ORF mitgeschnitten und im Hörfunk gesendet. 2011 vertrat sie Martha Argerich bei Proben für Maurice Ravels Klavierkonzert G-Dur unter der Leitung von Claudio Abbado.

## Repertoire
Ihr Repertoire reicht von Bach über Haydn, Mozart, Beethoven und Schubert bis Gershwin und Ligeti und umfasst mehr als 30 Komponisten.

## Auszeichnungen
Ardita Statovci erhielt bislang folgende Auszeichnungen:
- Stipendium der Internationalen Stiftung Mozarteum
- Gewinnerin des Auswahlspiels von Yehudi Menuhins Live Music Now, Salzburg, 2005
- Gewinnerin des Bösendorferpreises, 2006
- Fohnstipendium (ein Stipendium für besonders begabte Künstler in Österreich), 2008
- einjähriges Stipendium des österreichischen Bundesministeriums für aussergewöhnliche Leistungen als Absolventin der Universität Mozarteum, 2008–2009
- Young Steinway Artist seit 2009[4]

## Diskografie
- Piano. Live Recording. (2008)